# 제7회 일본 참의원 의원 통상선거
제7회 일본 참의원의원 통상선거는 1965년 7월 4일에 시행된 일본 참의원의원의 선거이다.

## 선거 정보

### 투표일
- 1965년 7월 4일

### 선거권자
- 선거권자 59,544,407명

## 선거 결과

### 투표자수
- 전국구 39,900,935명
- 지역구 39,904,705명

### 투표율
- 전국구 - 67.01%

- 남성 : 67.97%
- 여성 : 66.13%

- 지역구 - 67.02%

- 남성 : 67.97%
- 여성 : 66.14%

### 정당별 획득 의석
| 정당       | 지역구 | 전국구 | 당선자 합계 | 의석수 |
| ---------- | ------ | ------ | ----------- | ------ |
| 자유민주당 | 46     | 25     | 71          | 140    |
| 일본사회당 | 24     | 12     | 36          | 73     |
| 공명당     | 2      | 9      | 11          | 20     |
| 민주사회당 | 1      | 2      | 3           | 7      |
| 일본공산당 | 1      | 2      | 3           | 4      |
| 무소속     | 1      | 2      | 3           | 5      |
| 합계       | 75     | 52     | 127         | 251    |

### 전국구 득표 결과
| 정당       | 득표수     | 득표율 | 당선인 |
| ---------- | ---------- | ------ | ------ |
| 자유민주당 | 17,583,490 | 47.2%  | 25     |
| 일본사회당 | 8,729,655  | 23.4%  | 12     |
| 공명당     | 5,097,682  | 13.7%  | 9      |
| 민주사회당 | 2,214,375  | 5.9%   | 2      |
| 일본공산당 | 1,652.364  | 4.4%   | 2      |
| 기타       | 298,401    | 0.8%   |        |
| 무소속     | 1,700,849  | 4.6%   | 2      |
| !총합      | 37,276,816 |        | 52     |

### 주요 정당
| - 자유민주당 - 140석 | 총재 사토 에이사쿠 | 부총재 가와시마 쇼지로 | 간사장 다나카 가쿠에이 |

| - 일본사회당 - 73석 | 중앙집행위원장 사사키 고조 | 서기장 나리타 도모미 |

| - 공명당 - 20석 | 중앙집행위원장 쓰지 다케히사 | 서기장 호조 히로시 |

| - 민주사회당 - 7석 | 중앙집행위원장 니시오 스에히로 | 서기장 소네 에키 |

| - 일본공산당 - 4석 | 의장 노사카 산조 | 서기장 미야모토 겐지 |